# مارتينا شكولكوفا
مارتينا شكولكوفا مواليد 21 ديسمبر 1984 في بارتيزانسكى، هي لاعبة كرة يد سلوفاكية تلعب كظهير أيسر. مثلت منتخب سلوفاكيا لكرة اليد للسيدات.

## سجل المنافسة
شاركت في البطولات التالية:
- بطولة أوروبا لكرة اليد للسيدات 2014

## روابط خارجية
- مارتينا شكولكوفا على موقع الاتحاد الأوروبي لكرة اليد (الإنجليزية)
- مارتينا شكولكوفا على موقع الدوري الفرنسي لكرة اليد للسيدات (الفرنسية)